# Bielanino (obwód kurgański)
Bielanino (ros. Белянино) – wieś (dieriewnia) w Rosji, w obwodzie kurgańskim, w rejonie lebiażjewskim. W 2010 liczyła 148 mieszkańców.